# Ballisa
Ballisa (tiếng Ả Rập: البليصة) là một ngôi làng Syria nằm ở Abu al-Duhur Nahiyah ở huyện Idlib, Idlib. Theo Cục Thống kê Trung ương Syria (CBS), Ballisa có dân số 1218 trong cuộc điều tra dân số năm 2004.